# Coretta Brown
Coretta Renay Brown (Statesboro, 21 ottobre 1980) è un'ex cestista e allenatrice di pallacanestro statunitense, professionista nella WNBA.

## Carriera
È stata selezionata dalle San Antonio Silver Stars al primo giro del Draft WNBA 2003 (11ª scelta assoluta).
Dal 2019 al 2021 è stata vice-allenatore della Georgia Southern University.